# Doo Rag
Doo Rag était un duo américain de punk blues lo-fi, formé en 1990 à Tucson (Arizona) par Bob Log III et Thermos Malling. Ils sont restés actifs jusqu'en 1996.

## Discographie

### Albums
- Chunked & Muddled (1994) (Bloat Records)
- Barber Shop (1994) (Bloat Records)
- What We Do (1996) (Dependability)

### Singles
- Hussy Bowler (1993) (Westworld)
- Trudge (1994) (In The Red)
- Swampwater Mop Down (1995) (Drunken Fish Records)
- Two Tones To Tune (1997) (Discos Alehop!)
- Sinful Tunes & Spirituals (1998) (Au-Go-Go)

## Membres
- Bob Log III : guitare slide, voix
- Thermos Malling : percussions

## Autour du groupe
- Thermos Malling est crédité (aux percussions) sur deux titres de l'album Now I Got Worry du Jon Spencer Blues Explosion.